# ایریم
ایریم (به عربی: یریم) یکی از شهرهای استان اب در کشور یمن است که در منطقه مرزی با استان ذمار قرار دارد . که در سرشماری سال ۲۰۰۵ میلادی، ۳۴٫۸۰۵ نفر جمعیت داشته‌است.